# 텐바이텐체
텐바이텐체는 텐바이텐에서 배포하는 글꼴이다.